# Tommy Persson
Tommy Persson, född 23 december 1954 i Östra Grevie, är en svensk långdistanslöpare och populärhistorisk författare. Persson tävlade för klubben Heleneholms IF. 

## Idrott
Persson deltog i maratonloppet vid OS i Moskva 1980 och kom på 30:e plats av 74 startande, med tiden 2:21:11.
Vid OS i Los Angeles 1984 tvingades han bryta efter cirka 35 kilometer. Detsamma gjorde flera av löparna på grund av värmen, och endast 78 av 107 startande kom i mål. Hans bästa tid på ett maratonlopp var när han vann loppet i Cleveland, Ohio i USA, år 1980 på tiden 2:11:02.
1983 deltog han vid det första världsmästerskapet i maraton, i Helsingfors, och kom på 22:a plats. 1985 vann han Stockholm Marathon på tiden 2:1718.
1981 tog Persson och två av hans klubbkamrater en trippel i SM på 10 000 meter i Stockholm genom följande placeringar: Tommy Persson 1:a, Hans Segerfeldt 2:a och Olof Salmi 3:a.
Persson tilldelades Skåneguldet ("rundtursmedaljen") 1981.

## Författare
December 2021 gav Persson ut den populärhistoriska boken En historienörd berättar: svensk historia, folktro och mytologi, i två delar.